# Enrico Rava

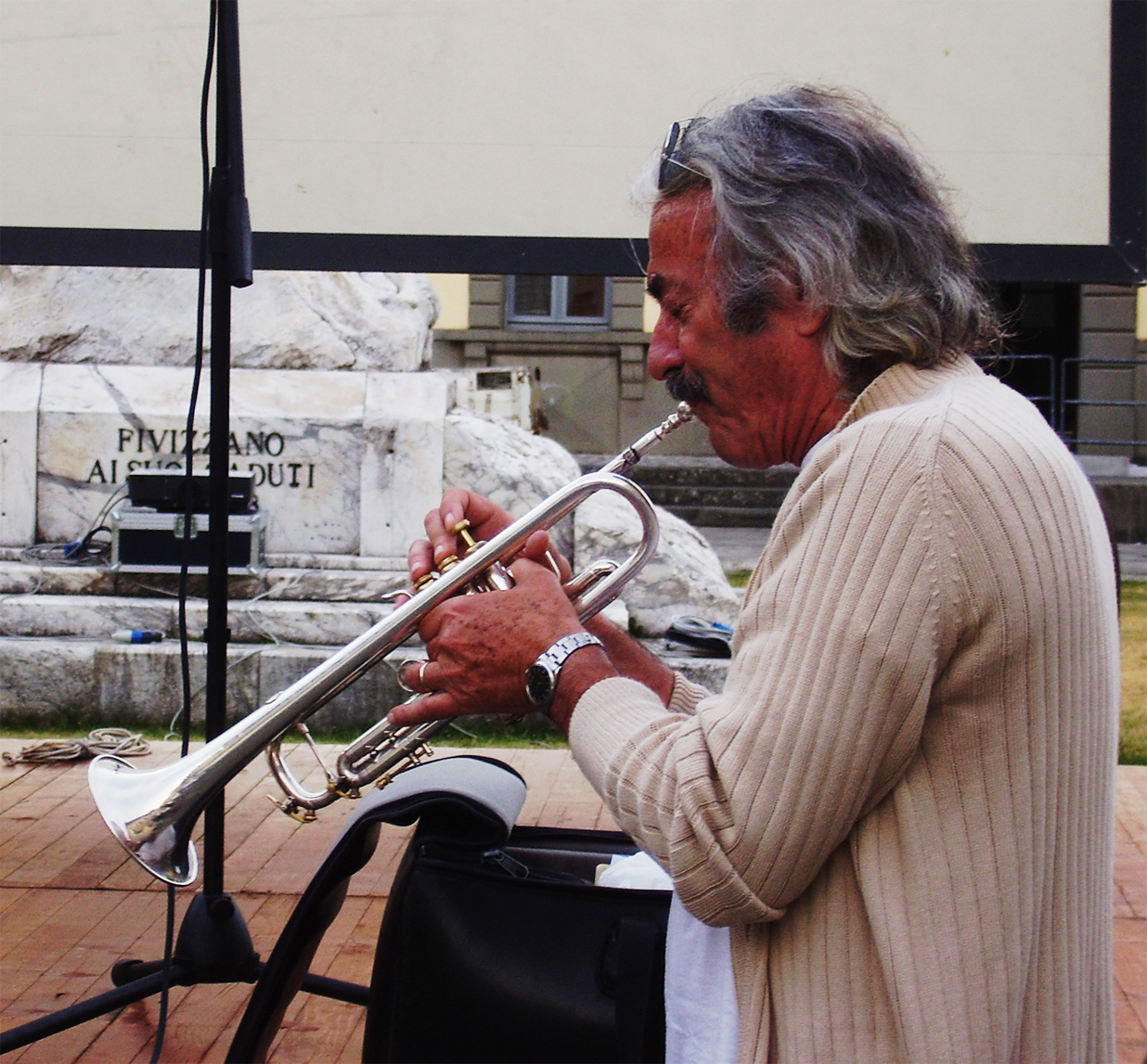
Enrico Rava en concierto.

Enrico Rava (Trieste, 20 de agosto de 1939) es un trompetista y uno de los más destacados y conocidos músicos italianos en la escena internacional del jazz. Aunque comenzó tocando el piano y el trombón, sería la trompeta el instrumento que le diera la fama. 

## Carrera profesional
Comenzó estudiando piano con su madre. En 1953 empezó a practicar con el trombón en Turín, donde formó parte de un grupo de jazz tradicional. En 1956, después de asistir a un concierto en vivo de Miles Davis, decide abandonar el trombón y pasarse a la trompeta. Un año después empezó a tocar jazz moderno y participar en distintas jam sessions con el grupo del pianista, Maurizio Lama. Graba en cuarteto su primer disco para la serie "Jazz in Italy", con el sello Cetra.
En 1962 conoce a Gato Barbieri, saxofonista argentino recién llegado Italia, con quien colaborará varias veces. Rava se traslada a Roma para perfeccionarse en la trompeta con Nino Culasso. En 1964 actuó en el club Purgatorio con el quinteto de Barbieri. Este sería su primer trabajo profesional destacado como miembro de quinteto italiano de Gato Barbieri a mediados de la década de 1960. A finales de esa década, fue miembro del grupo de Steve Lacy. En 1967 Rava se mudó a New York. En las décadas de los años 1970-80, trabajó junto a músicos de la talla de Pat Metheny, Michel Petrucciani, John Abercrombie, Joe Henderson, Richard Galliano, Paolo Fresu, Miroslav Vitous, Andrea Centazzo, Joe Lovano, Gil Evans y Cecil Taylor entre otros. También ha acompañado a artistas como Carla Bley, Jeanne Lee, Paul Motian, Lee Konitz y Roswell Rudd.

## Discografía
Ha grabado más de 70 discos, de los cuales una veintena lleva su nombre. La mayoría de su obra está en el sello alemán ECM.
| Título                         | Año publicación | Discográfica | Titularidad del Álbum              |
| ------------------------------ | --------------- | ------------ | ---------------------------------- |
| The forrest and the zoo        | 1966            | ESP          | Steve Lacy                         |
| Stereokonitz                   | 1968            | RCA          | Lee Konitz                         |
| Escalator over the hill        | 1971            | JCOA         | Carla Bley, Mike Mantler           |
| Il giro del giorno in 80 mondi | 1972            | Black Saint  | Enrico Rava                        |
| The pilgrim and the stars      | 1975            | ECM          | Enrico Rava                        |
| The plot                       | 1976            | ECM          | Enrico Rava                        |
| Quartet                        | 1978            | ECM          | Enrico Rava                        |
| Andanada                       | 1983            | Soul Note    | Enrico Rava Quintet                |
| Rava string band               | 1984            | Soul Note    | Enrico Rava                        |
| Secrets                        | 1986            | Soul Note    | Enrico Rava Quintet                |
| Quatre                         | 1989            | Gala         | Rava, D'Andrea, Vitous, Humair     |
| What a day!                    | 1990            | Gala         | Enrico Rava                        |
| Rava l'opera va                | 1993            | Label Bleu   | Enrico Rava                        |
| Electric Five                  | 1995            | Soul Note    | Enrico Rava                        |
| Rava Carmen                    | 1995            | Label Bleu   | Enrico Rava                        |
| Nausicaa                       | 1997            | Egea         | Pieranunzi, Rava                   |
| Noir                           | 1997            | Label Bleu   | Enrico Rava Electric Five          |
| Certi angoli segreti           | 1998            | Label Bleu   | Enrico Rava                        |
| Shades of Chet                 | 1999            | Via Veneto   | E. Rava, P. Fresu                  |
| Vento                          | 2000            | Label Bleu   | E. Rava, B.Casini                  |
| La dolce vita                  | 2000            | CAM          | E. Rava, G. Tommaso                |
| Play Miles Davis               | 2002            | Label Bleu   | E. Rava, P. Fresu                  |
| Montreal Diary /B              | 2002            | Label Bleu   | E. Rava, S. Bollani                |
| Full of Life                   | 2003            | CAM          | Enrico Rava Quartet                |
| Happiness is...                | 2003            | Stunt        | Enrico Rava feat. John Abercrombie |
| Easy Living                    | 2004            | ECM          | Enrico Rava Quintet                |
| Hope                           | 2004            | Auand        | Francesco Bearzatti, Enrico Rava   |
| Flat fleet                     | 2005            | Auand        | Enrico Rava                        |
| What a day!                    | 1990            | Gala         | Enrico Rava                        |
| Rava l'opera va                | 1993            | Label Bleu   | Enrico Rava                        |
| Flat fleet                     | 2005            | Philology    | Enrico Rava                        |
| Tati                           | 2005            | ECM          | Enrico Rava                        |
| The Words and The Days         | 2007            | ECM          | Pieranunzi, E.Rava                 |
| The Third Man                  | 2007            | ECM          | Enrico Rava, Stefano Bollani       |

| New York Days           | 2009 | ECM | Enrico Rava, Stefano Bollani, Paul Motian, Mark Turner, Larry Grenadier    |
| Tribe                   | 2010 | ECM | Enrico Rava Quintet (E.Rava, G.Petrella, G.Guidi, G.Evangelista, F.Sferra) |
| Rava on the dance floor | 2012 | ECM | Enrico Rava                                                                |